# Sorex maritimensis
Sorex maritimensis es una especie de musaraña de la familia soricidae.

## Distribución geográfica
Se encuentra en Nuevo Brunswick y Nueva Escocia en Canadá.